# Alexandr Skvorcov
Alexandr Vikenťjevič Skvorcov (Александр Викентьевич Скворцов; 28. srpna 1954, Gorkij – 4. února 2020) byl ruský lední hokejista a trenér. Hrál za Torpedo Gorkij, s 293 ligovými brankami je členem Klubu Vsevoloda Bobrova. Ve své době byl jedním z mála hráčů sborné, který nepůsobil v HC CSKA Moskva. Reprezentoval v letech 1976 až 1985, je vítězem tří mistrovství světa (1979,1981 a 1983), jedné olympiády (1984) a Kanadského poháru 1981. Po ukončení aktivní kariéry působil v Torpedu Nižnij Novgorod jako trenér.